# 藤本憲幸
藤本 憲幸（ふじもと けんこう、1947年 - 2016年5月5日）は自己啓発書作家、精神世界・スピリチュアル系の著作家、講演家、冒険家、ヨーガ・健康法・短眠・恋愛・自己実現の指導家。ユーガピア協会主宰、日本断食学会会長。愛知県出身。

## ラジオ出演
- 星空ワイド 今夜もシャララ - 1977年4月～1979年3月、水谷ミミとパーソナリティーを務める。

## 主な著作
《ヨガ叢書(そうしょ)シリーズ》
- 秘法ヨガ入門 大陸書房 74・6
- 蘇るからだ ペップ出版 76・2
- ヨガ呼吸法入門 ダイヤモンド社 77・2
- ヨガの独習 ひかりのくに 77・11
- 現代ヨガ入門 総合通信社 77・12
- ヨガ健康革命 ひかりのくに 78・7
- ビューティーヨガ ひかりのくに 78・7
- 老化逆転ヨガ ひかりのくに 78・10
- あなたもできるヨガ独習 ペップ出版 78・10
- やせるヨガ 太陽企画出版 79・3
- ヨガ・ビューティーカード ひかりのくに 79・5
- ヨガのツボ刺激法 主婦の友 79・5
- ヨガ飛翔の世界 鳩の森書房 79・7
- 初めてのヨガ 講談社 79・12
- 積極的人間になれるヨガ体操 ダイアモンド社 80・1
- ビューティフル・ヨガライフ 泰流社 80・2
- 子どもヨガ 泰流社 80・2
- ファミリー・ヨガ ひかりのくに 80・10
- 現代ヨガ瞑想 大陸書房 83・9
- ヨガ男性術79 三修社 85・6

《記憶術シリーズ》
- 奇跡の記憶術 祥伝社 76・7
- 驚くほど成績があがる ペップ出版 78・7
- ウルトラ暗記術 広済堂出版 79・3
- 成績が上がる学習法 青年書館 80・8
- 記憶術総合講座 総合通信社 80・12
- 急上昇する学習法 青年書館 82・6
- 超記憶術講座 青年書館 84・3
- 記憶術10倍法 文化創作出版 84・7
- ゲーム理論で学習革命 グリーンアロー社 85・10
- 受験必勝法 ペップ出版 86・2
- 知られざる速読記憶法 文化創作出版 87・7
- 新記憶術 青年書館 89・2
- 記憶術の秘密 棋苑図書 91・6
- らくらく英単・熟語速読法第一巻 85・5
- らくらく英単・熟語速読法第二巻 85・6
- らくらく英単・熟語速読法第三巻 85・7
- らくらく英単・熟語速読法第四巻 85・8
- スーパーメソッド記憶術(CD付)
- アメリカンライブラリー社 94・1

《想念術シリーズ》
- 奇跡の想念術 角川書店 86・8
- 想念術入門 現代出版 86・10
- 想念術健康法 現代出版 86・11
- 想念術目標実現法 現代出版 87・1
- 奇跡の大念力 第一企画出版 89・10
- 天地開動術 実業之日本社 91・6
- 超人になる! 学研 92・7
- 史上最強の成功法則45 実業之日本社 92・9

《自己改造・性・SEX強壮シリーズ》
- 秘密のトレーニング 広済堂出版 78・9（ヨーガのポーズのイラストは桑田次郎が担当した）
- ひとりでやる幽点刺激法 太陽企画出版 79・11
- あなたはここまで強くなれる K・Kロングセラーズ 80・12
- 秘密の自己改造法 主婦の友社 81・3
- ビジネスマン驚異の1分間健康法 海南書房 81・7
- タントラ房中術 文化創作出版 81・8
- 新・夫婦和合術 主婦の友社 82・2
- 新・秘密のトレーニング 広済堂 83・2
- 逆動術の奇跡 秦流社 84・7
- SEXで健康になる 秦流社 85・6
- 大動術入門 ペップ出版 87・5
- 性的人間の成功法則99 実業之日本社 94・4

《熟睡・短眠・眠り方シリーズ》
- 睡眠革命 カイガイ出版 78・4
- 3時間短眠法 かんき出版 84・11
- 短く深く眠る法 三笠書房 88・9
- 成功を呼び込む短眠術 文化創作出版 89・6
- 超・熟睡眠法 三笠書房 95・5

《視力回復シリーズ》
- あなたの視力は回復する 文化創作出版 81・3
- 視力回復講座 総合通信社 82・2
- あなたのメガネを捨てなさい 文化創作出版 82・9
- 近視は治らないという常識は間違いだった 二見書房 88・10

《やせる美容シリーズ》
- 新よみがえる体 ペップ出版 76・9
- やせるメニュー 太陽企画出版 80・6
- 体内浄化法 青年書館 83・3
- 運動不足らくらく解消法 現代出版 83・5
- らくらく3分間健康法 ペップ出版 90・1
- 信じられない容姿にホントになっちゃった 第一企画出版 92・4

《断食シリーズ》
- THE DANJIKI 主婦の友社 81・12
- 体毒浄化法 青年書館 84・5
- 36時間絶食健康法 日本文芸社 85・3
- 24時間断食の秘密 大陸書房 90・1
- 身体と宇宙 亜紀書房 92・10

《海外取材シリーズ》
- 1999年悪魔の年表 かんき出版 (取材地・欧米での原書購入)82・6
- 異星人との遭遇 鷹書房 (スイス・円盤同乗者取材)83・1
- 異星人との対話 鷹書房 (スイス・米国でUFOの体験者と科学者に取材)83・9
- 驚異の韓国スタミナ グリーンアロー社 (韓国・食と動と思想取材)87・4
- 韓国温泉の意味 情報センター (韓国全土を車で走破・ガイドブック版)87・6
- ザ・バイブル・オブ・オマジナイ (メキシコ・南米取材と日本の呪術)89・1
- 人間進化の術 情報センター(タイのチャムロン次期首相NO1の政治家取材) 89・10
- 有害電磁波の恐怖 大陸書房 (ハワイ・ヤオ博士取材)90・1
- 黄金極秘大警告 徳間書店 (英・独・仏を中心に取材)92・4

《各種健康法・治病シリーズ》
- 知られざる健康法 青春出版 75・9
- 賢い出版法 青年書館 82・5
- 頭に酸素をもっと送りなさい 第一企画出版 83・2
- ヨガ医学出産法 青年書館 83・7
- 1日1分 肝臓を護るツボ 第一企画出版 84・6
- 塩風呂でつらい鼻病がスッキリ治った 文化創作出版 85・3
- ぜん息道で治す 東洋医学舎 85・4
- 磁石で水が蘇る ABC出版 85・11
- さか立ち健康法 扶養社 86・10
- これだけは知っておきたい とっさの救急法 ブックマン社
- 企業戦士の健康学 第一企画出版 89・3
- アレルギーに勝つ人負ける人 文化創作出版 94・4
- 10歳若い自分に戻れる本 広済堂出版 93・9
- 健康法、これはウソかホントか 文化創作出版 94・3
- 超・長寿人になる! 学研 95・5

《自信集中力・自己革命シリーズ》
- 気弱人間は意志が強い 青春出版 77・4
- もっと図太くなれる 太陽企画出版 79・6
- 内向型人間は一流になれる 日新報道 80・5
- 20倍の集中術 日新報道 84・11
- 機転のきいた会話をしなさい 青年書館 85・1
- 自分革命の整理学 情報センター出版局 86・1
- 自分の神経が図太くなる本 第一企画出版 89・3
- 気の魔力 文化創作出版 91・9
- 集中力を高める驚異の秘策集 青年書館 91・9
- 笑いで奇跡がつぎつぎに起こる 文化創作出版 92・12

《会話術・生き方シリーズ》
- 秘密の会話術 青年書館 79・5
- 的を得た会話術 青年書館 79・11
- 並の人生でありたくない 日新報道 81・8
- 度外れ男の行動学 山手書房 82・2
- 大人の恋をしませんか サンケイ出版 83・3
- 機転の話法 青年書館 85・1
- お母さんの本 情報センター出版局 86・6

- 『「夢」がかなう奇跡の想念術―あなたを急上昇させる本』 角川書店
- 『知られざる健康法』 青春出版
- 『超人になる!』 学研
- 『史上最強の成功法則45』 実業之日本社
- 『「減眠」健康法』 三笠書房
- 『頭のいい人の短く深く眠る法』 三笠書房
- 『頭のいい会話術』 青年書館
- 『奇跡を呼び込む記憶術(ウルトラメモリテクニック)の秘密』 棋苑図書
- 『視力回復講座』 総合通信社
- 『体を浄化する毒出し断食』 主婦の友社